# Kouang-Tchéou-Wan
1898–1945
Entités précédentes :
- Empire de Chine

Entités suivantes :
- République de Chine

Le Kouang-Tchéou-Wan (chinois simplifié : 广州湾 ; chinois traditionnel : 廣州灣 ; pinyin : guǎngzhōu wān ; EFEO : Kouang-Tchéou-Wan), également orthographié Quang-Tchéou-Wan du temps de la présence française ou encore Guangzhouwan,, est un territoire de 1 300 km2 situé au sud de la Chine continentale, cédé par bail à la France en 1898 à la suite du traité de Kouang-Tchéou-Wan et rétrocédé à la Chine en 1945. Rattaché administrativement à l'Indochine française, il englobait des territoires situés sur la côte nord-est de la péninsule de Leizhou, à l'ouest du Guangdong, comptant notamment la ville actuelle de Zhanjiang, ainsi que les îles Donghai, Naozhou (alors respectivement translittérées, Tan-hai et Nau-chau) et Nansan (alors appelée île des Aigrettes).

## Histoire
Après la conquête française, le territoire est cédé par la Chine pour une durée de 99 ans par l'accord du 16 novembre 1898,. Le chef-lieu administratif est baptisé Fort-Bayard (actuel Zhanjiang). En 1900, le territoire de Kouang-Tchéou-Wan passe sous l'autorité du gouverneur général de l'Indochine française.   
En s'emparant de ce territoire, la France cherche à étendre sa zone d'influence à partir de l'Indochine au Sud-Ouest de la Chine (Yunnan, Sichuan et Guangdong). Elle souhaite faire du port de Kouang-Tchéou-Wan un grand port de commerce, pour contrebalancer les influences britannique (Hong Kong) et portugaise (Macao) dans le sud de la Chine. Au départ, pour son projet colonial en Chine, la France voulait conquérir l’île de Hainan, mais les Britanniques refusèrent une telle conquête. L’île de Hainan sera toutefois sous influence française, une influence surtout économique.      
La France utilise ce comptoir pour l'expédition des produits miniers tirés des concessions accordées par la Chine. En 1900, le territoire est rattaché à l'Indochine sous l'autorité directe de son gouverneur général.

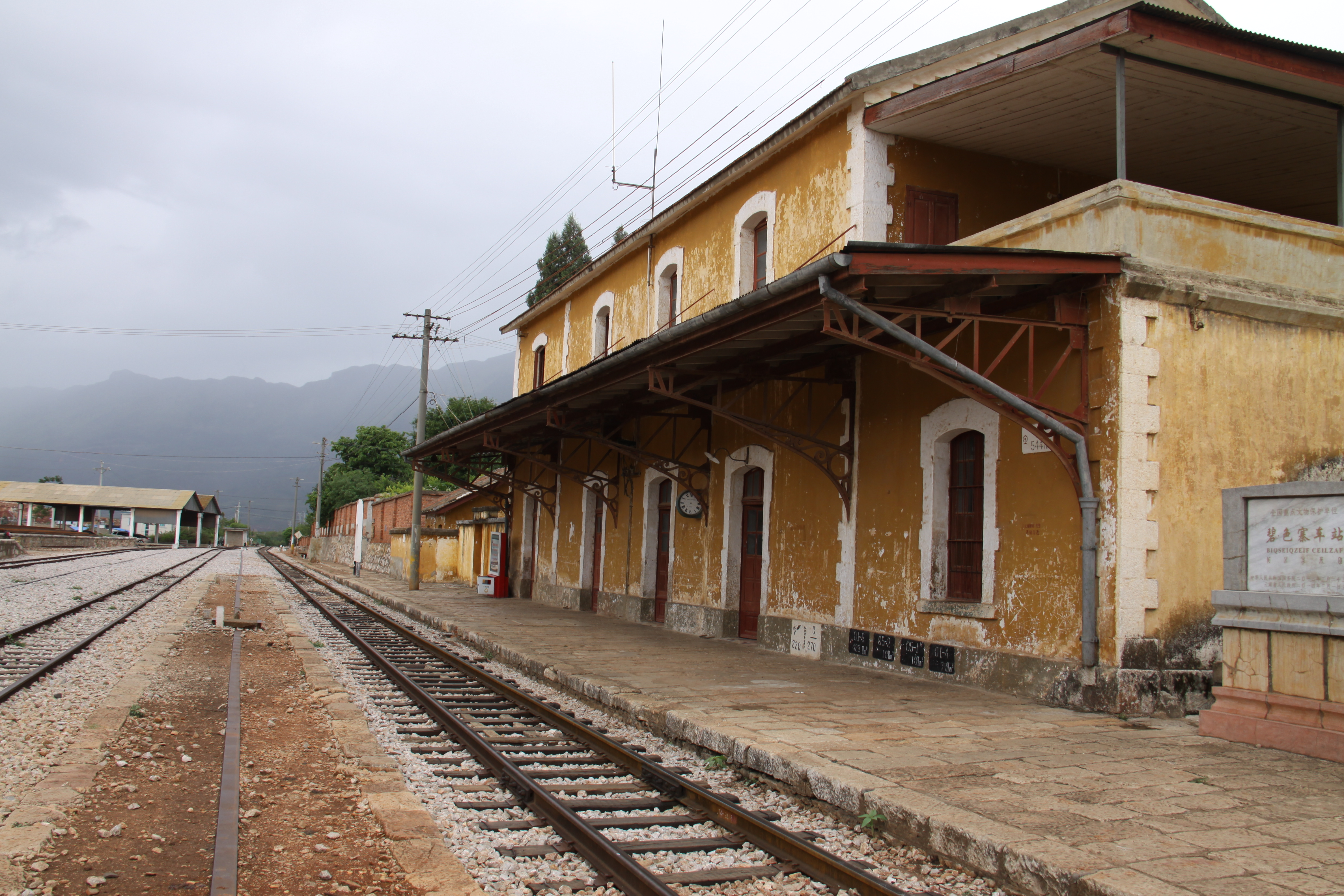
Gare de Pi-che-Tchai de style français dans le Yunnan.

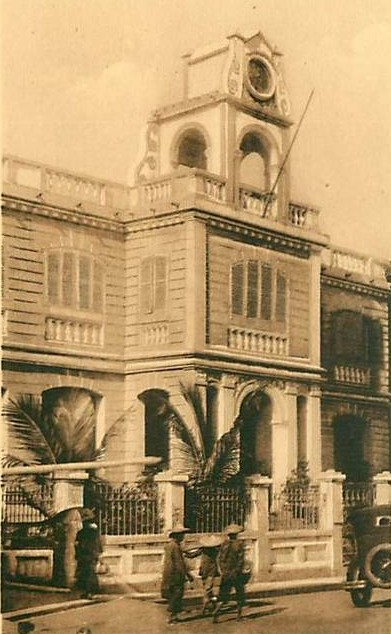
La chambre de commerce vers 1930.

Des projets français d'extension des chemins de fer indochinois vers le Yunnan (Chemins de fer de l'Indochine et du Yunnan, la ligne Hanoï-Kunming) est terminée en 1909 et ouverte en 1910. La gare de Pi-che-Tchai dans le Yunnan construite par un ingénieur français est un important port d'échange pour les empires européens. Pendant plus de 30 ans, la gare joue un rôle de première importance sur cette ligne, dans l'exportation d'étain, fourrures et riz, Les Français, Britanniques, Américains, Allemands, Japonais et Grecs s'y relaient successivement de manière ininterrompue. D'autre lignes vers le reste de la Chine sont envisagées, qui échoueront à cause de problèmes de délimitations du territoire.

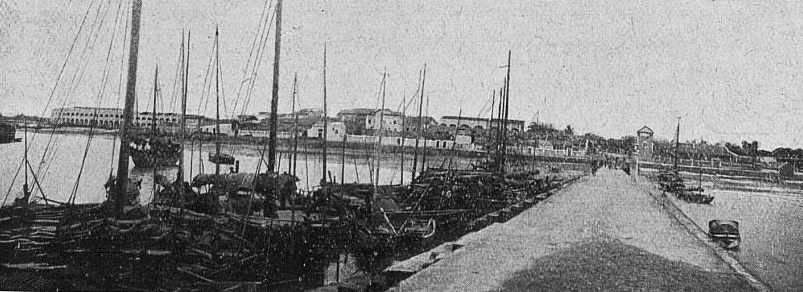
Quais de Fort-Bayard.
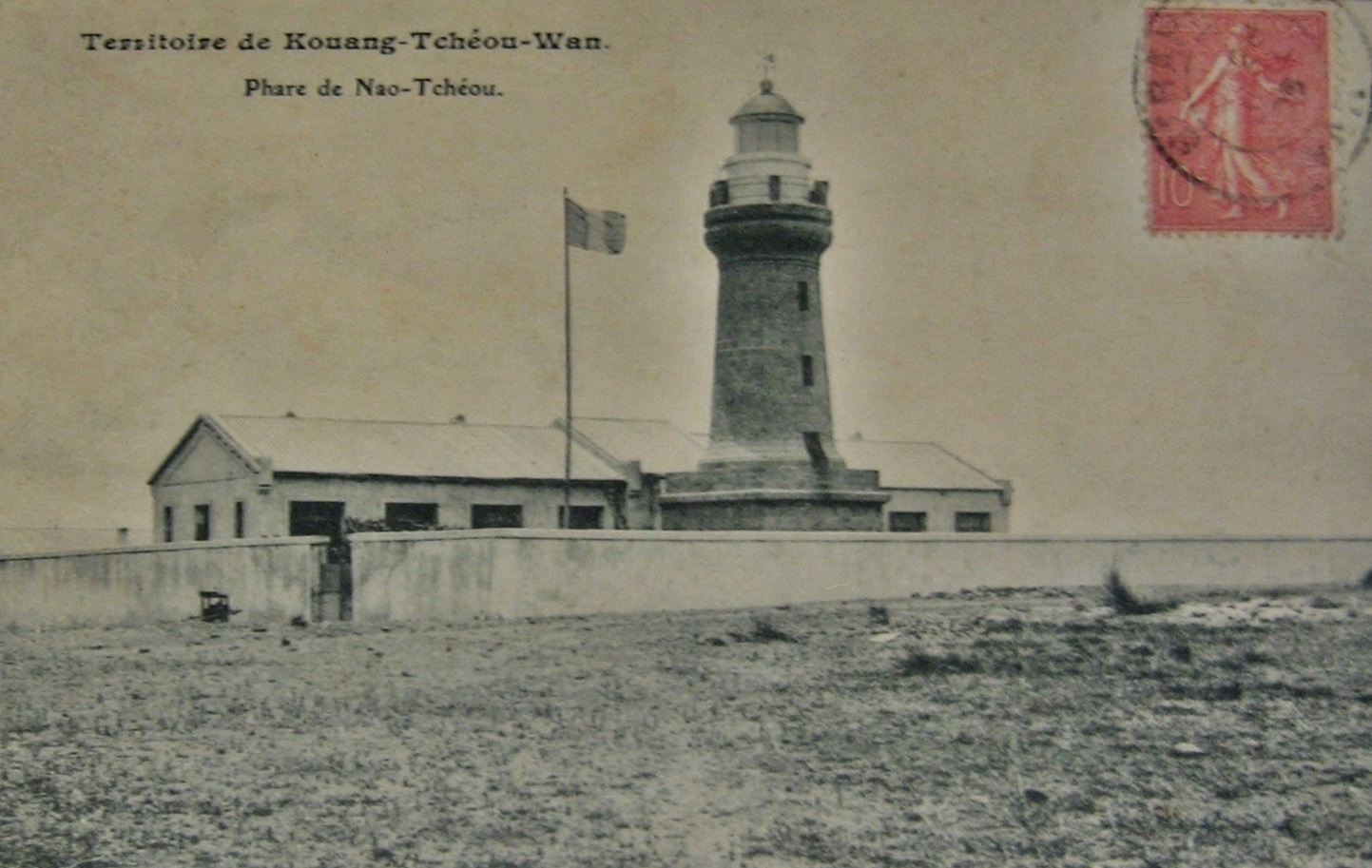
Le phare de Nao-Tchéou, en 1905.

Pour mettre en valeur le territoire et le rendre accessible aux navires de commerce, les Français érigent un phare en 1904, qui est toujours visible de nos jours.  
Cependant, le territoire ne connaît pas la même croissance rapide de population que d'autres parties de la Chine côtière, cette population passant de 189 000 habitants en 1911 à seulement 209 000 habitants en 1935.
En 1914, la France, par l'intermédiaire du gouverneur de l'Indochine française, demande au Royaume-Uni d'assurer la sécurité du territoire ; la France, déjà en guerre, ayant du mal à gérer militairement l'Indochine française. Entre 1914 et 1919, environ 200 cipayes de l'Armée des Indes britanniques sont déployés à Kouang-Tchéou-Wan. Durant cette période, la Chine reste encore instable et n'attaque pas le territoire. En juin 1919, le commandement britannique est relevé et deux unités d'artilleurs des troupes coloniales du Tonkin remplacent les cipayes des Indes britanniques.

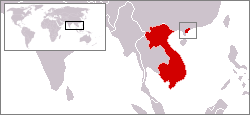
Localisation de Kouang-Tchéou-Wan et du reste de l'Indochine française.

À partir de 1920, les Français comprennent que le projet initial est un échec, le territoire ayant de nombreux retards. La Chine voisine est instable depuis 1911 et la présence française est toute relative, l'attention coloniale du plus grand nombre d'investisseurs se portant à cette époque sur l'Indochine française.
Au début des années 1920, le ministère français des colonies constate que ce territoire n'égalera jamais celui des Britanniques, Hong-Kong. 
En 1925, devant les vues et l'impérialisme japonais sur la Chine, la France envisage de faire du territoire un port de guerre. À partir de 1931, le projet se concrétise, mais les budgets manquent et la France, en retard elle-même sur son armement face à l'Allemagne, ne le finalise pas (le projet sera mené à terme par la Chine qui fera du port de Zhanjiang une grande base navale). À partir de 1930, la France commence à être touchée par le krach boursier de 1929, et la crise économique pénalise donc le projet de port militaire, qui est suspendu. 

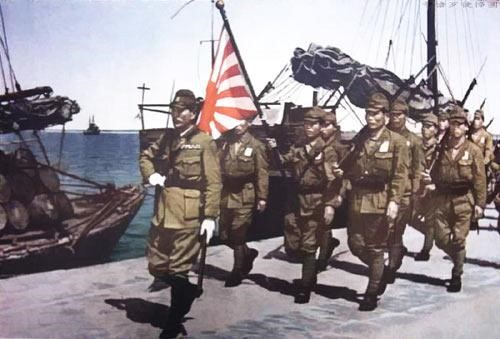
Occupation japonaise en 1943.

Le territoire est occupé par l'empire du Japon en 1943. Le 18 août 1945 à Chongqing (Tchoungking), alors que les Japonais occupent toujours Kouang-Tchéou-Wan (le Japon avait capitulé le 15), Jean Daridan, diplomate français, et Kuo Cheng Wu, vice-ministre des Affaires étrangères de la République de Chine, signent la Convention entre le Gouvernement provisoire de la République française et le Gouvernement national de Chine sur la rétrocession du territoire à bail de Kouang-Tchéou-Wan. Après le départ des troupes d'occupation japonaises du territoire fin septembre, des représentants des gouvernements français et chinois se rendent à Fort-Bayard pour effectuer le transfert administratif. Le drapeau français est abaissé pour la dernière fois le 20 novembre 1945. Le territoire était donc officiellement sous domination française jusqu'en janvier 1946, mais il n'y avait plus d'administrateurs, ni militaires français depuis 1943. En janvier 1946, les Chinois reprennent pleinement leur souveraineté sur le territoire. Si à l'époque la rétrocession du territoire de Kouang-Tchéou-Wan passe pratiquement inaperçue en France, en revanche, elle favorise et encourage les nationalistes du Vietminh, en Indochine française, qui luttent pour l'indépendance du Vietnam, où la nouvelle est largement diffusée.
Depuis la « pinyinisation » de l’écriture chinoise, Fort-Bayard, dont le nom chinois initial était Tsamkong (lecture en cantonais), est connu sous le nom de Zhanjiang.

## Héritage de la présence française

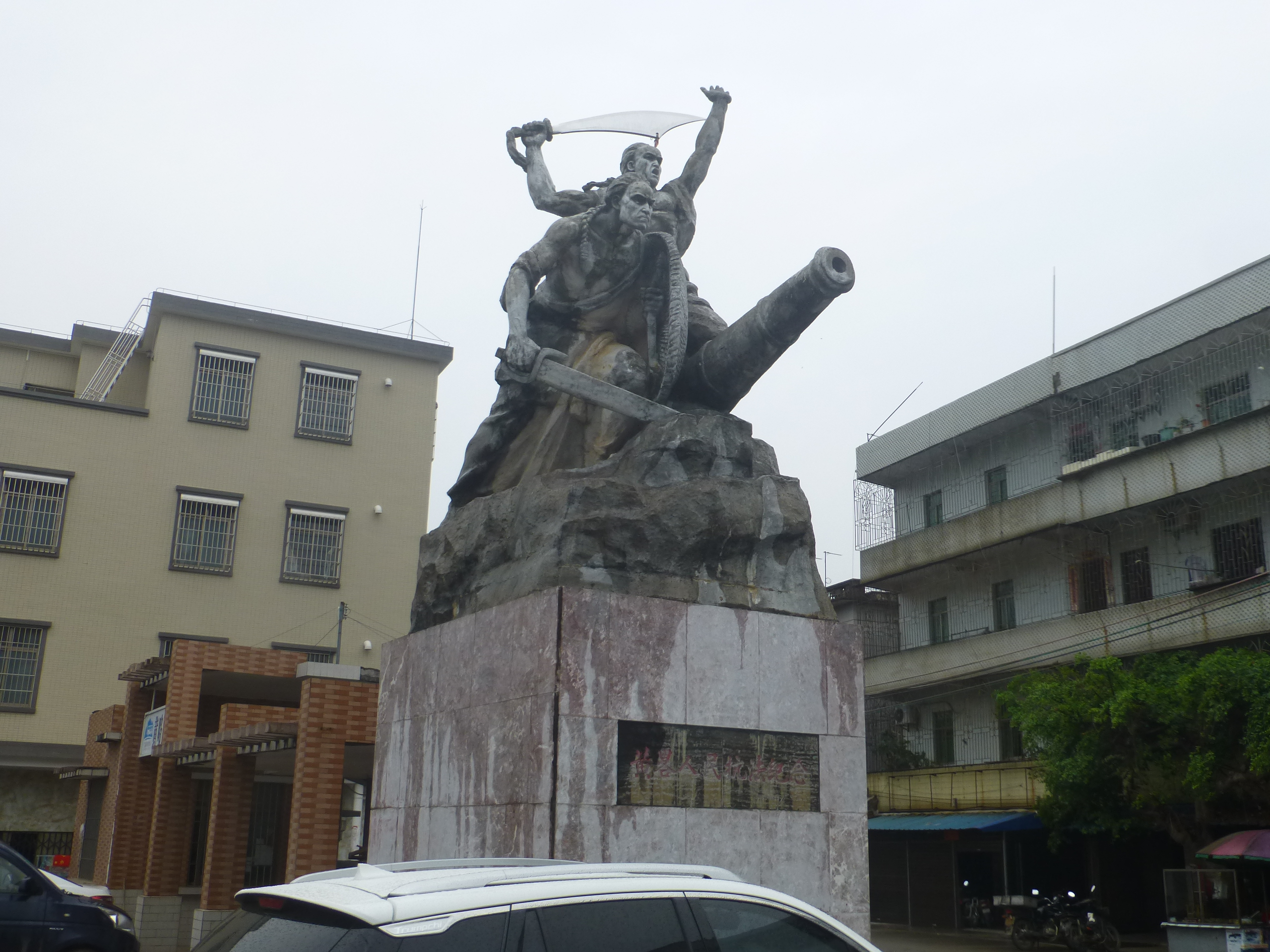
Monument de la résistance anti-française du peuple de Huanglüe (Xian de Suixi).

La France avait formé une petite élite francophone, mais ces francophones sont restés isolés du reste du monde des années 1940 — le lycée français fut fermé en 1943 lors de l'invasion japonaise — aux années 1980, surtout pendant la période de la révolution culturelle dans les années 1960, où savoir parler français était dangereux et jugé « impérialiste »[réf. souhaitée]. Avant 1943, il y avait aussi une école franco-chinoise où de jeunes enfants scolarisés issus de l'élite locale, recevaient un enseignement bilingue en chinois et en français.  
Au début des années 1990, le nombre de francophones était estimé à un millier d'individus, des personnes âgées, issues de l'ancienne élite, et ayant connu la colonisation française, mais le plus souvent, ils parlaient mal ou avaient oublié le français. En 2014, cette petite élite semble avoir complètement disparu en même temps que les anciennes générations. La France n'envisage pas d'ouvrir un nouveau lycée français ou Alliance française.
Zhanjiang est aujourd'hui une base navale, qui reçoit une partie de la flotte de guerre de la marine de la République populaire de Chine, opérant en mer de Chine et dans le Pacifique. La région est rigoureusement contrôlée par crainte de l'espionnage, et très limitée aux Occidentaux, dont les Français : pour accéder à la zone, un laissez-passer est nécessaire mais il est rarement accordé. De ce fait, la zone est déserte d'Occidentaux, ce qui ne favorise guère la vitalité d'une forme de francophonie dans la région. À partir de 2010, l'accès à la région est facilitée pour les visiteurs occidentaux, mais ils ont interdiction d'accéder aux installations militaires, tout comme prendre des photos des navires, ou tout ce qui relève de l'armée. Le visiteur peut être convoqué à tout moment par les policiers, qui peuvent contrôler les appareils photos ou smartphones, par exemple. 
L'héritage de la colonisation française se retrouve de nos jours surtout à travers la religion catholique, et les 5 % de catholiques de Zhanjiang, où avant 1943, il y avait une paroisse qui dépendait directement du vicariat apostolique d'Hanoï, en Indochine, tandis que l'arrière-pays dépendait du vicariat apostolique de Pakhoi.
En septembre 2017 une délégation de la ville de Zhanjiang a visité la Norvège, la Grande-Bretagne et la France (Paris, Brest, Nice) dans le but de développer les relations économiques, en particulier dans le domaine de l'ingénierie maritime.

## Subdivisions
En 1926, le Territoire de Kouang-Tchéou-Wan comprenait :
- Deux « centres urbains » :  Fort-Bayard (aujourd'hui : Zhanjiang) et Tchekam ;
- Sept « délégations » : Poteou, Tamsoui, Potsi, Tchimoun, Taiping, Tongsan, Sanka-Wo.

## Garnisons
Garde indigène : elle comprenait 16 sous-officiers et 348 gardes indigènes. Ils étaient dirigés par des sous-officiers annamites ou tonkinois, souvent avec des origines chinoises. 
Le colonel était un Français de métropole, ainsi que les deux officiers encadrant la garde indigène.

## Galerie

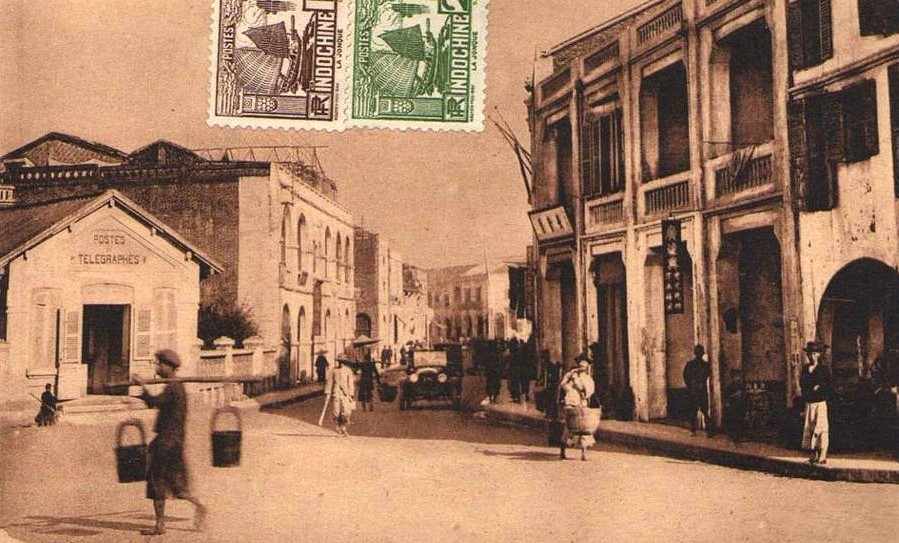
Bureau de poste de Kouang-Tchéou-Wan vers 1920.
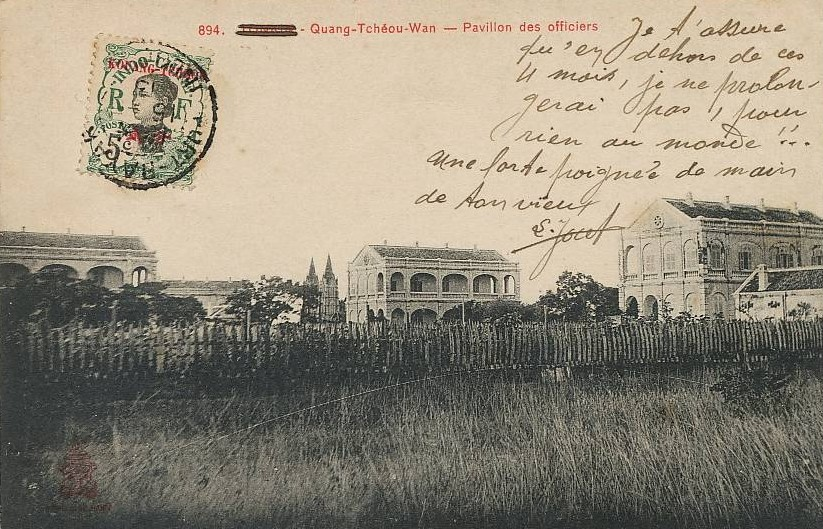
Pavillon des officiers - au fond, l'église de Fort-Bayard, carte postale postée en 1913.
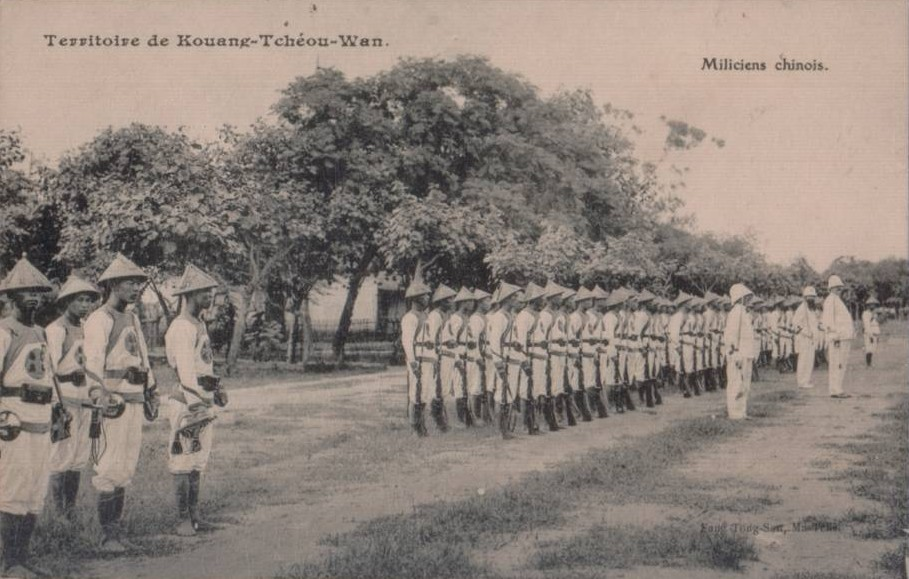
Miliciens chinois - Kouang-Tchéou-Wan.

## Liste des commandants et administrateurs

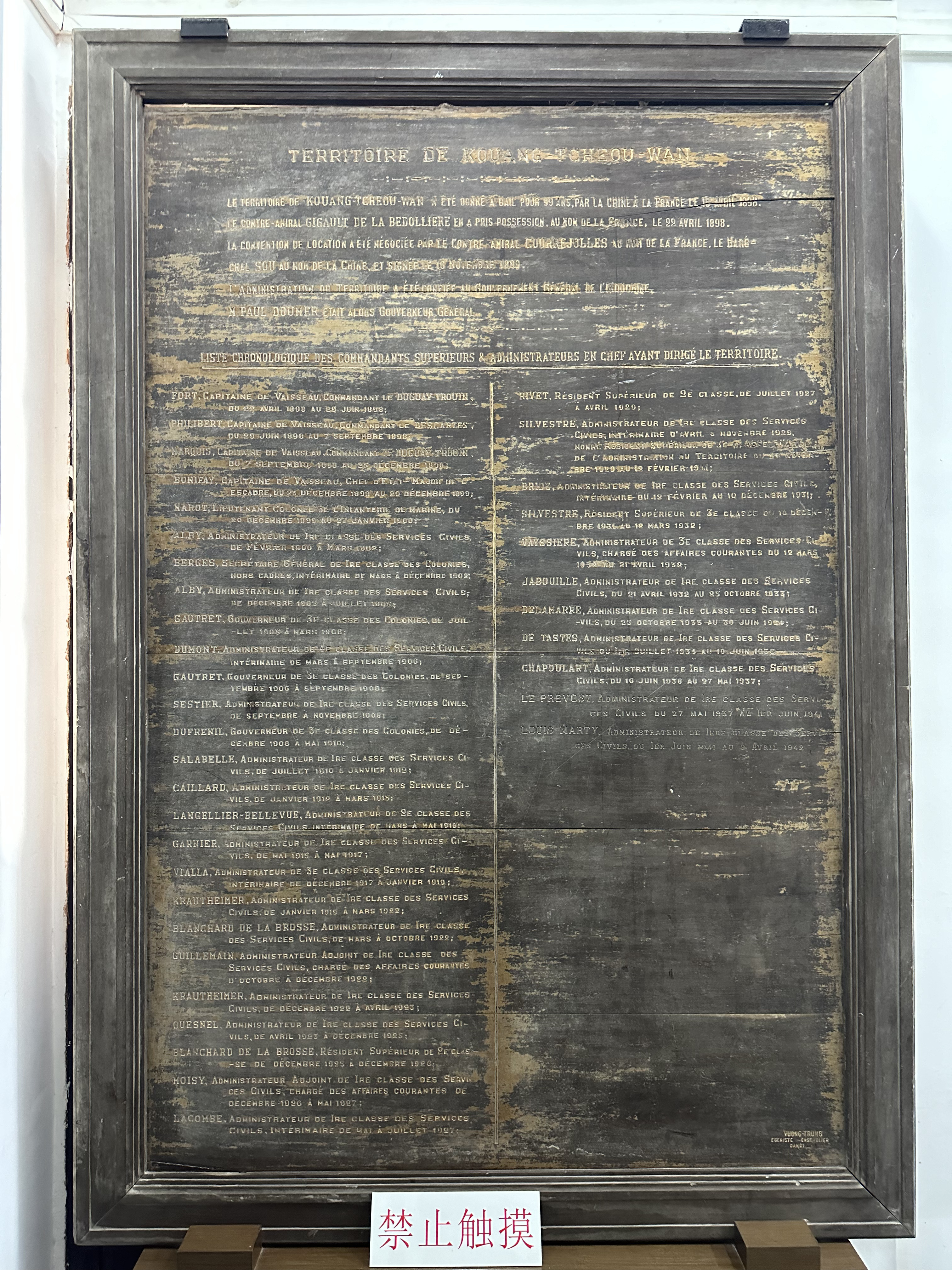
Tableau des administrateurs de Kouang-Tchéou-Wan exposé dans le musée de la résidence de l'Administrateur, à Zhanjiang.

| N°                                                                                        | Titre                    | Nom                                             | Position hiérarchique lors de la prise de fonctions      | Période                           | Commentaires |
| Administration militaire                                                                  | Administration militaire | Administration militaire                        | Administration militaire                                 | Administration militaire          | Administration militaire |
| ----------------------------------------------------------------------------------------- | ------------------------ | ----------------------------------------------- | -------------------------------------------------------- | --------------------------------- | --- |
| 1                                                                                         | CS                       | Jean-Aimé-Aristide Fort                         | Capitaine de vaisseau                                    | 22 avril-29 juin 1898             | Commandant le Duguay-Trouin, navire de l'escadre ayant pris possession du territoire. |
| 2                                                                                         | CS                       | Joseph-Alphonse Philibert                       | Capitaine de vaisseau                                    | 29 juin-7 septembre 1898          | Commandant le Descartes. |
| 3                                                                                         | CS                       | René-Julien Marquis                             | Capitaine de vaisseau                                    | 7 septembre-25 décembre 1898      | Commandant le Duguay-Trouin. |
| 4                                                                                         | CS                       | Antoine-Auguste-Louis Bonifay                   | Capitaine de vaisseau                                    | 25 décembre 1898-20 décembre 1899 | Chef d'état-major de l'escadre ayant pris possession du territoire. |
| 5                                                                                         | CS                       | Maurice-Pierre-Charles Marot                    | Lieutenant-colonel de l'infanterie de marine             | 20 décembre 1899-27 février 1900  | Le 27 février 1900, l'administration de Kouang-Tchéou-Wan revient aux autorités civiles. |
| Administration civile                                                                     |                          |                                                 |                                                          |                                   | |
| 6                                                                                         | AC                       | Marie-Maximilien-Gustave Alby                   | Administrateur de 1e classe (Services civils)            | 27 février 1900-mars 1902         | Premier administrateur en chef, premier administrateur civil du territoire. Chevalier de la Légion d'honneur. |
| 7                                                                                         | AC par intérim           | Théophile Bergès                                | Secrétaire général de 1e classe (Colonies)               | mars-décembre 1902                | Ancien communard et journaliste, administrateur en chef par intérim. |
| 8                                                                                         | AC                       | Marie-Maximilien-Gustave Alby                   | Administrateur de 1e classe (Services civils)            | décembre 1902-juillet 1905        | |
| 9                                                                                         | AC                       | Jean-Edme-Fernand Gautret                       | Gouverneur de 3e classe (Colonies)                       | juillet 1905-mars 1906            | |
| 10                                                                                        | AC par intérim           | Charles Dumont,.                                | Administrateur de 4e classe (Services civils)            | mars-septembre 1906               | Administrateur en chef par intérim. |
| 11                                                                                        | AC                       | Jean-Edme-Fernand Gautret                       | Gouverneur de 3e classe (Colonies)                       | septembre 1906-septembre 1908     | Il quitte l'Indochine pour devenir gouverneur intérimaire de la Guadeloupe. |
| 12                                                                                        | AC                       | Henri-Victor-Anne-Claude Sestrier               | Administrateur de 1e classe (Services civils)            | septembre-novembre 1908           | Résident supérieur d'Annam de 1910 à 1912. |
| 13                                                                                        | AC                       | Paul-Edgar Dufrénil                             | Gouverneur de 3e classe (Colonies)                       | décembre 1908-mai 1910            | |
| 14                                                                                        | AC                       | Pierre-Stéphane Salabelle                       | Administrateur de 1e classe (Services civils)            | mai 1910-janvier 1912             | |
| 15                                                                                        | AC                       | Henri-Jean-Auguste Caillard                     | Administrateur de 1e classe (Services civils)            | janvier 1912-mars 1915            | |
| 16                                                                                        | AC par intérim           | Pierre-Ambroise Langellier-Bellevue             | Administrateur de 2e classe (Services civils)            | mars-mai 1915                     | Administrateur en chef par intérim. |
| 17                                                                                        | AC                       | Albert-Edmond-Joseph-Marius Garnier             | Administrateur de 1e classe (Services civils)            | mai 1915-mai 1917                 | |
| 18                                                                                        | AC par intérim           | Frédéric-Alexandre Vialla                       | Administrateur de 3e classe (Services civils)            | mai ou décembre 1917-janvier 1919 | Administrateur en chef par intérim. |
| 19                                                                                        | AC                       | Jean-Félix Krautheimer                          | Administrateur de 1e classe (Services civils)            | janvier 1919-mars 1922            | |
| 20                                                                                        | AC                       | Paul-Marie-Alexis-Joseph Blanchard de La Brosse | Administrateur de 1e classe (Services civils)            | mars-octobre 1922                 | |
| 21                                                                                        | AC par intérim           | Eugène Guillemain                               | Administrateur adjoint de 1e classe (Services civils)    | octobre-décembre 1922             | Chargé des affaires courantes. |
| 22                                                                                        | AC                       | Jean-Félix Krautheimer                          | Administrateur de 1e classe (Services civils)            | décembre 1922-avril 1923          | Gouverneur de la Cochinchine de 1929 à 1934. |
| 23                                                                                        | AC                       | Paul-Michel-Achille Quesnel                     | Administrateur de 1e classe (Services civils)            | avril 1923-décembre 1925          | |
| 24                                                                                        | AC                       | Paul-Marie-Alexis-Joseph Blanchard de La Brosse | Résident supérieur de 2e classe ou Gouverneur (Colonies) | décembre 1925-décembre 1926       | Il devient ensuite gouverneur de la Cochinchine de 1926 à 1929. |
| 25                                                                                        | AC par intérim           | Adrien-Louis-Gustave Moisy, dit Lavalèzerie     | Administrateur adjoint de 1e classe (Services civils)    | décembre 1926-mai 1927            | Chargé des affaires courantes. |
| 26                                                                                        | AC par intérim           | René-Simon Lacombe                              | Administrateur de 1e classe (Services civils)            | mai-juillet 1927                  | Administrateur en chef par intérim. |
| 27                                                                                        | AC                       | Louis-Félix-Marie-Édouard Rivet                 | Résident supérieur de 2e classe ou Gouverneur (Colonies) | juillet 1927-avril 1929           | Précédemment gouverneur de la Polynésie française de 1922 à 1927. |
| 28                                                                                        | AC par intérim           | Achille-Louis-Auguste Silvestre                 | Administrateur de 1e classe (Services civils)            | avril-22 novembre 1929            | Précédemment résident supérieur du Cambodge par intérim. |
| 29                                                                                        | AC                       | Achille-Louis-Auguste Silvestre                 | Résident supérieur de 3e classe ou Gouverneur (Colonies) | 22 novembre 1929-12 février 1931  | Nommé administrateur en chef titulaire pendant son intérim. |
| 30                                                                                        | AC par intérim           | Joseph-Jules Bride,                             | Administrateur de 1e classe (Services civils)            | 12 février-10 décembre 1931       | Administrateur en chef par intérim. Fils d'un tuilier et d'une cultivatrice jurassiens. |
| 31                                                                                        | AC                       | Achille-Louis-Auguste Silvestre                 | Résident supérieur de 3e classe ou Gouverneur (Colonies) | 10 décembre 1931-12 mars 1932     | Il devient en 1935 résident supérieur du Cambodge titulaire. |
| 32                                                                                        | AC par intérim           | Vayssière                                       | Administrateur de 3e classe (Services civils)            | 12 mars-21 avril 1932             | Chargé des affaires courantes. |
| 33                                                                                        | AC                       | Pierre-Charles-Edmond Jabouille                 | Administrateur de 1e classe (Services civils)            | 21 avril 1932-25 octobre 1933     | Ornithologue ayant notamment travaillé dans la péninsule indochinoise avec Jean Delacour. |
| 34                                                                                        | AC                       | Delamarre                                       | Administrateur de 1e classe (Services civils)            | 25 octobre 1933-30 juin 1934      | |
| 35                                                                                        | AC                       | Maurice-Émile-Henry de Tastes                   | Administrateur de 1e classe (Services civils)            | 1er juillet 1934-16 juin 1936     | |
| 36                                                                                        | AC                       | Camille-Fernand Chapoulart                      | Administrateur de 1e classe (Services civils)            | 16 juin 1936-27 mai 1937          | |
| 37                                                                                        | AC                       | Jacques-Henri-Paul Le Prévost                   | Administrateur de 1e classe (Services civils)            | 27 mai 1937-1er juin 1941         | |
| 38                                                                                        | AC                       | Louis-Frédéric-Claire-Guillaume Marty           | Administrateur de 1e classe (Services civils)            | 1er juin 1941-9 avril 1942        | Nommé sous le gouvernement de Vichy. |
| 39                                                                                        | AC                       | Pierre-Marie-Jean Domec                         |                                                          | 9 avril 1942-1943                 | Administrateur en chef lors de la prise du territoire par l'empire du Japon. |
| 40                                                                                        | AC                       | Adrien-Anthony-Maurice Roques                   |                                                          | 1943-10 mars 1945                 | Nommé en remplacement de M. Domec car favorable au régime de Vichy. L'administration française n'est plus que formelle. À partir du 30 juillet 1943, l'administration civile française vichyste demeure, mais le territoire est officiellement rendu à la Chine collaborationniste. Fait prisonnier de guerre par le Japon le 10 mars 1945, et ce jusqu'en août de la même année, alors que la guerre s'achève et que les Nippons quittent la Chine. |
| Administration militaire japonaise puis sino-japonaise pendant la Seconde Guerre mondiale |                          |                                                 |                                                          |                                   | |
| 40bis                                                                                     | CM                       | Watanabe                                        |                                                          | 10 mars 1943-septembre 1945       | Commandant militaire japonais, dirigeant de facto Kouang-Tchéou-Wan à la place de M. Roques, administrateur en chef. |
| 40ter                                                                                     | D                        | Tsang Hoc-tam (ÉFEO) ou Chen Xuetan             |                                                          | mars 1945-septembre 1945          | Directeur chinois, en même temps que le commandant militaire japonais. Nommé par le régime de Wang, État-satellite collaborationniste du Japon siégeant à Nankin. |
| Administration civile                                                                     |                          |                                                 |                                                          |                                   | |
| 41                                                                                        | AC                       | Adrien-Anthony-Maurice Roques                   |                                                          | septembre 1945-20 novembre 1945   | Dernier administrateur en chef du territoire. |